# يوم النعم (فلم)
يوم النعم (بالإنجليزية: Yes Day) هو فيلم كوميدي أمريكي صدر عام 2021 من إخراج ميغيل أرتيتا ،وسيناريو وقصة جوستين مالين ، استنادًا إلى كتاب الأطفال الذي يحمل نفس الاسم من تأليف إيمي كروس روزنتال وتوم ليختنولد. الفيلم من بطولة النجوم جينيفر غارنر وإدغار راميريز وجينا أورتيغا.

## طاقم التمثيل
- جينيفر غارنر في دور أليسون توريس
- إدغار راميريز في دور كارلوس توريس
- جينا أورتيغا في دور كاتي توريس
- جوليان ليرنر في دور ناندو توريس
- ميغان ستوت بدور ليلى
- جون ديان رافائيل في دور أورورا بيترسون
- نات فاكسون
- فورتشن فيمستر بدور جان
- هايدن سيتو في دور الضابط تشانغ
- جريج كرومر في دور فريد بيترسون
- ارتورو كاسترو
- مولي سيمز
- اتش.اي.آر

## روابط خارجية
- يوم النعم  في قاعدة بيانات الأفلام على الإنترنت (بالإنجليزية)